# L'età secolare

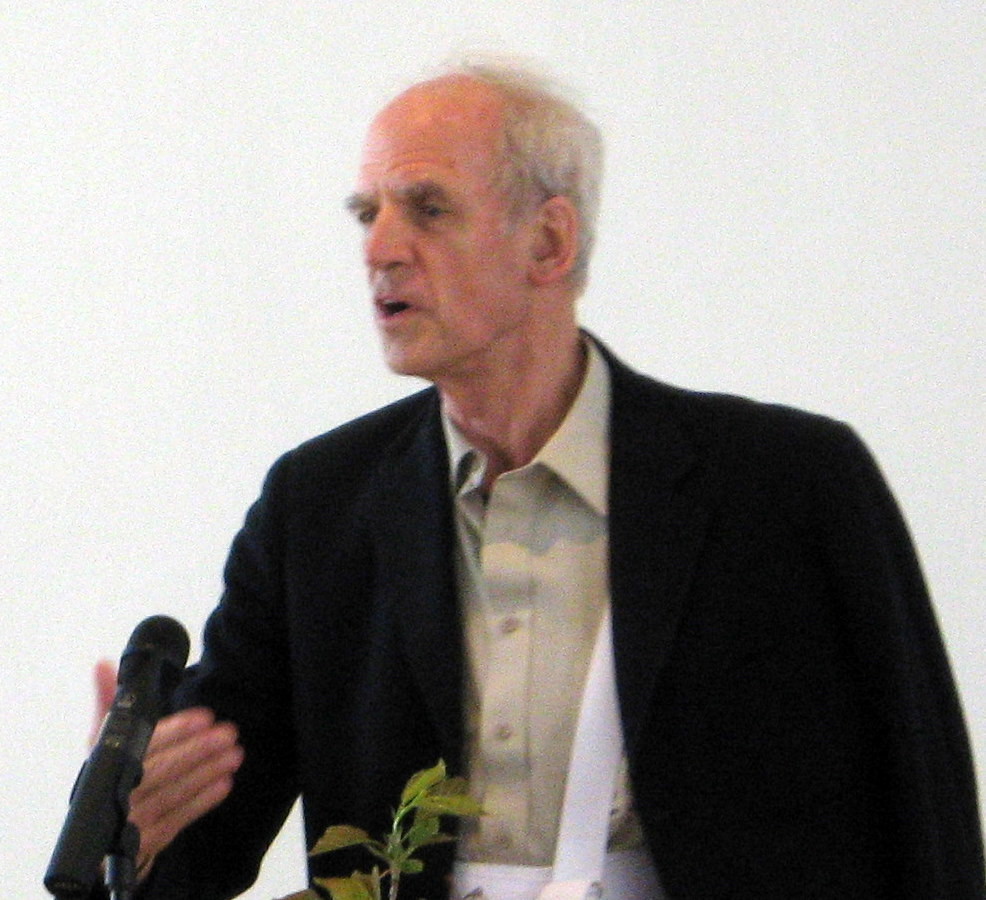
L'autore, il filosofo canadese Charles Taylor (n. 1931), nel 2007.

L'età secolare (A Secular Age) è un saggio scritto dal filosofo canadese Charles Taylor, pubblicato nel 2007 dall'Harvard University Press in inglese. L'edizione italiana, edita da Feltrinelli, è del 2009.

## La tematica
Negli ultimi decenni, la tematica della secolarizzazione è stata oggetto di importanti dibattiti nell'ambito delle scienze umane e sociali. Molti studiosi che ne parlano formulano la premessa che "secolarizzazione" non è semplicemente "assenza di religione", ma piuttosto una categoria intellettuale e socio-politica, che deve essere innanzitutto compresa nel suo sviluppo storico.
Nell'Introduzione dell'opera, Taylor chiarisce i termini del discorso distinguendo tre significati di "secolarizzazione" nel contesto della civiltà occidentale, e dunque tre modi di intendere un'"epoca secolarizzata", come definisce quella attuale:
1. il primo si riferisce agli «spazi pubblici», e afferma che, in un contesto secolare, «essi siano stati svuotati di Dio o di qualsiasi riferimento alla realtà ultima»[1], e dunque «le norme e i principi che seguiamo, le deliberazioni in cui ci impegniamo allorché operiamo all'interno delle diverse sfere di attività – economica, politica, culturale, educativa, professionale, ricreativa – in genere non [facciano] riferimento a Dio o alle credenze religiose, [mentre] le considerazioni su cui basiamo le nostri azioni [restino] basate all'interno della "razionalità" di ciascuna sfera»[1];
2. nel secondo significato, di uso comune (specialmente in contrasto con le epoche precedenti, «dominate invece dalla fede o dalla devozione»[1], «la secolarizzazione consiste nella diminuzione della credenza e della pratica religiosa, nell'allontanamento delle persone da Dio e dalla Chiesa»[1];
3. il terzo significato, meno evidente a suo giudizio, ma decisivo per un'interpretazione fondata della questione, si riferisce in particolare alle «condizioni della credenza»: in questo senso, la secolarizzazione consiste «nella transizione da una società in cui la fede in Dio era incontestata e, anzi, non problematica, a una in cui viene considerata come un'opzione tra le altre e spesso non come la più facile da abbracciare»[1].

Proprio sulla base di quest'ultima accezione del termine, il filosofo approfondisce l'aspetto a suo giudizio più significativo del fenomeno "secolarizzazione": non già, e non solo, un fatto di "credenze", ma, primariamente, di "esperienze" – più precisamente, di «condizioni di esperienza e ricerca dello spirituale». Proprio su questa base imposta la sua analisi, che fa uso di una disamina storica molto ampia per cogliere l'evoluzione socio-culturale delle condizioni in cui si instaurano credenza o incredulità.

## Recensioni
Il sociologo Robert Bellah ha parlato de L'età secolare come di «uno dei libri più importanti scritti negli ultimi decenni».